# Daniel De Silva
Daniel Peter De Silva (* 6. März 1997 in Perth) ist ein australischer Fußballspieler.

## Karriere
De Silvas fußballerische Ausbildung begann bei Olympic Kingsway und den Stirling Lions, bevor er 2012 am National Training Centre des westaustralischen Verbandes aufgenommen wurde. Sein Talent wurde bereits frühzeitig erkannt, 2009 nahm er an der nationalen Schülermeisterschaft teil und gehörte wenig später zu einer australischen U-13-Auswahl, die an einem Turnier der Asian Football Confederation in Malaysia teilnahm. 2011 spielte er in der Qualifikation für die U-16-Asienmeisterschaft und war 2012 Teil des Endrundenaufgebots von Jugendnationaltrainer Alistair Edwards.
Anfang 2013 visierte das Mittelfeldtalent einen Wechsel zum englischen Klub FC Everton an, der wegen Visumproblemen allerdings nicht realisiert werden konnte. Stattdessen unterzeichnete er einen Profivertrag bei Perth Glory bis zum Ende der Saison 2014/15. Kurz vor seinem 16. Geburtstag debütierte De Silva am 2. März 2013 gegen den Sydney FC in der A-League. Mit seiner Einwechslung wurde er zum zweitjüngsten Spieler der Ligageschichte nach Teeboy Kamara. Bis Saisonende setzte Perth-Trainer Alistair Edwards ihn drei weitere Male ein, darunter in der Play-off-Partie gegen Melbourne Victory.
Im April 2013 wurde De Silva von U-20-Nationaltrainer Paul Okon in ein Perspektivtrainingslager eingeladen, aber nach nur einer Trainingseinheit beschloss Okon De Silva in das aktuelle U-20-Aufgebot aufzunehmen und nominierte ihn im Juni 2013 für die U-20-Weltmeisterschaft in der Türkei. Als jüngster Spieler des Turniers erzielte er beim 1:1 zum Auftakt gegen Kolumbien den australischen Treffer, das Unentschieden blieb aber Australiens einziger Punktgewinn im Turnierverlauf. Mit dem Treffer wurde er zugleich der drittjüngste Torschütze der Turniergeschichte.
Im Sommer 2015 wechselte De Silva zu Roda Kerkrade in die niederländische Eredivisie.